# Lista dos livros da série Terra de Oz
Os Livros de Oz formam uma série de alta fantasia que teve início com O Maravilhoso Mágico de Oz, e são relacionados à história da Terra de Oz. Oz foi originalmente uma criação do escritor L. Frank Baum, que escreveu quatorze livros sobre Oz. Depois do falecimento de Baum outros escritores escreveram mais 26 outros livros sobre a Terra de Oz. Diversos escritores acrescentaram suas próprias criações em Oz, dentre eles Gregory Maguire, com sua revisão Wicked.

## Introdução
Os primeiros quatorze livros foram publicados pelo escritor original, L. Frank Baum, outros dezenove por Ruth Plumly Thompson, e outros sete livros escritos por diversos autores são denominados como os "Famosos Quarenta", e considerados como a série clássica original (eles contêm muitas inconsistências, tornando-se difícil definí-los como um cânon). A maioria dos livros dentre os "Famosos Quarenta" foram publicados por Reilly & Britton (posteriormente Reilly e Lee).
Outros livros foram publicados posteriormente, por diferentes editoras. Como os antigos livros caíram em domínio público (incluindo todos os livros de L. Frank Baum), muitos outros livros foram escritos na série por vários autores e editores, e alguns escritores continuam a publicar novos livros, e até quadrinhos ainda hoje.
De fato, foram tantos os livros adicionais sobre Oz, que a simples tentativa em documentar todos requer muito tempo e dedicação. Algumas editoras pequenas se especializaram na publicação de imitações e sátiras sobre Oz, das quais as mais comerciais são provavelmente os Books of Wonder, Hungry Tiger Press, e The International Wizard of Oz Club — e talvez as graphic novels de Eric Shanower. Existem outras séries alternativas dos Livros de Oz, como as escritas em russo por Alexander M. Volkov, ou outros livros de Roger S. Baum, bisneto de L. Frank Baum. Existem também os livros "revisionistas" de Gregory Maguire. A lista abaixo contém os Livros de Oz dos autores da lista dos "Famosos Quarenta" (incluindo também livros publicados em datas posteriores). Os demais, incluindo Volkov e Maguire estão listados abaixo.

## Lista do "cânon" dos livros de Oz ("Os Famosos Quarenta")

### PorL. Frank Baum
| Os livros originais de L. Frank Baum | |                              |               |      |                  |
| Capa | Ordem | Título                       | Ilustrador    | Ano  | Editora          |
| Capa do livro O Maravilhoso Mágico de Oz | 1 | The Wonderful Wizard of Oz   | W. W. Denslow | 1900 | George M. Hill   |
| Capa do livro O Maravilhoso Mágico de Oz | Dorothy Gale é levada para a Terra de Oz por um ciclone. Ela conhece o Espantalho, o Homem de Lata, e o Leão Covarde enquanto tenta chegar à Cidade Esmeralda para ver o grande Mágico. Também publicada por várias editoras com os títulos The New Wizard of Oz e The Wizard of Oz com ocasionais mudanças no texto original. |                              |               |      |                  |
| Capa do livro The Marvelous Land of Oz | 2 | The Marvelous Land of Oz     | John R. Neill | 1904 | Reilly & Britton |
| Capa do livro The Marvelous Land of Oz | Um garotinho, chamado Tip, escapa de seu malvado guardião, a bruxa Mombi, com o auxílio do João Cabeça-de-Abóbora, trazido à vida com o mágico Pó da Vida que Tip roubou de Mombi, bem como de um Cavalete (trazido à vida com o mesmo pó.) Tip passa por aventuras com o Espantalho e o Homem de Lata. Também com o título The Land of Oz. |                              |               |      |                  |
| Capa do livro Ozma of Oz | 3 | Ozma of Oz                   | John R. Neill | 1907 | Reilly & Britton |
| Capa do livro Ozma of Oz | Enquanto viajando para a Austrália com seu Tio Henry, a pequena Dorothy é levada por uma galinha chamada Billina. Elas pousam em Ev, um país do outro lado do deserto de Oz, e juntas com seu novo amigo mecânico Tik-Tok, elas devem salvar a família real de Ev do malvado Rei Nomo. Com a ajuda da Princesa Ozma, eles finalmente retornam à Oz. |                              |               |      |                  |
| Capa do livro Dorothy and the Wizard in Oz | 4 | Dorothy and the Wizard in Oz | John R. Neill | 1908 | Reilly & Britton |
| Capa do livro Dorothy and the Wizard in Oz | Retornando da Austrália, Dorothy visita seu primo, Zeb, na Califórnia. Eles são engolidos por um terremoto, juntamente com Jim o cavalo de Zeb e Eureka a gata de Dorothy. O grupo encontra-se com o Feiticeiro e todos viajam pelos subterrâneos de volta à Oz. |                              |               |      |                  |
| Capa do livro The Road to Oz | 5 | The Road to Oz               | John R. Neill | 1909 | Reilly & Britton |
| Capa do livro The Road to Oz | Dorothy conhece o Shaggy Man e enquanto tentam encontrar o caminho para Butterfield eles se perdem em uma estrada encantada. Durante a viagem eles conhecem Polychrome a filha do arco-íris e um pequeno garoto chamado Botão Brilhante. Passam por muitas aventuras até chegarem à Oz. |                              |               |      |                  |
| Capa do livro The Emerald City of Oz | 6 | The Emerald City of Oz       | John R. Neill | 1910 | Reilly & Britton |
| Capa do livro The Emerald City of Oz | Dorothy Gale e seus tios Henry e Em mudam-se permanentemente para Oz. Enquanto eles fazem turismo pelo País de Quadling , o Rei Nomo está criando túneis subterrâneos no deserto para invadir Oz. |                              |               |      |                  |
| | 7 | The Patchwork Girl of Oz     | John R. Neill | 1913 | Reilly & Britton |
| Um garoto munchkin chamado Ojo deve encontrar a cura para libertar seu Tio Nunkie de um feitiço que o transformou em uma estátua. Com a ajuda de Scraps, a Patchwork Girl, Ojo faz sua jornada por Oz para salvar seu tio. | |                              |               |      |                  |
| Capa do livro Tik-Tok of Oz | 8 | Tik-Tok of Oz                | John R. Neill | 1914 | Reilly & Britton |
| Capa do livro Tik-Tok of Oz | Betsy Bobbin, uma garota de Oklahoma é levada com sua mula, Hank, para o Reino das Rosas. Ela conhece o Shaggy Man e os dois tentam salvar o irmão do Shaggy Man do Rei Nomo. Este livro é parcialmente baseado no musical de Baum The Tik-Tok Man of Oz, que por sua vez era baseado no Ozma of Oz . |                              |               |      |                  |
| Capa do livro The Scarecrow of Oz | 9 | The Scarecrow of Oz          | John R. Neill | 1915 | Reilly & Britton |
| Capa do livro The Scarecrow of Oz | A jornada de Capitão Bill e Trot para Oz. Com a ajuda do Espantalho, derrubam o cruel Rei Krewl de Jinxland. Capitão Bill e Trot apareceram em dois outros livros de Baum, The Sea Fairies e Sky Island. Baseadas parcialmente no filme mudo de 1914, His Majesty, the Scarecrow of Oz. |                              |               |      |                  |
| Capa do livro Rinkitink in Oz | 10 | Rinkitink in Oz              | John R. Neill | 1916 | Reilly & Britton |
| Capa do livro Rinkitink in Oz | O Príncipe Inga de Pingaree, o Rei Rinkitink e seus companheiros passam por aventuras que os conduzem à terra dos Nomos e, eventualmente, Oz. Este livro termina em Oz , porque Baum originalmente escreveu como um livro não ligado a Oz, intitulado King Rinkitink, reescrevendo o livro depois. |                              |               |      |                  |
| Capa do livro The Lost Princess of Oz | 11 | The Lost Princess of Oz      | John R. Neill | 1917 | Reilly & Britton |
| Capa do livro The Lost Princess of Oz | O desaparecimento da Princesa Ozma, a governadora de Oz. Quando percebem que ela desapareceu, quatro grupos de busca são organizados, um para cada um dos quatro Países de Oz. A maior parte do livro menciona as tentativas de Dorothy e do Feiticeiro em encontrá-la. Ao mesmo tempo, Cayke descobre que a grande panela mágica dela (na qual ela prepara seus famosos biscoitos) foi roubada. Junto com o Homem-Sapo, eles deixam sua montanha no País de Winkie para encontrar a panela mágica. |                              |               |      |                  |
| Capa do livro The Tin Woodman of Oz | 12 | The Tin Woodman of Oz        | John R. Neill | 1918 | Reilly & Britton |
| Capa do livro The Tin Woodman of Oz | O Homem de Lata, Nick Chopper, inesperadamente reuniu-se com sua amada munchkin Nimmie Amee, do tempo que ele era de carne e osso. Durante o caminho, Nick descobre um outro amigo de lata chamado Capitão Fyter, bem como uma criatura parecida com o Frankenstein feita de suas partes combinadas. |                              |               |      |                  |
| Capa do livro The Magic of Oz | 13 | The Magic of Oz              | John R. Neill | 1919 | Reilly & Lee     |
| Capa do livro The Magic of Oz | Ruggedo, o Rei Nomo anterior, tenta novamente conquistar Oz com a ajuda do garoto munchkin, Kiki Aru. Também é o aniversário de Ozma, e todos os habitantes de Oz estão procurando presentes para a pequena princesa. Este foi o último livro de Oz publicado enquanto Baum ainda estava vivo. |                              |               |      |                  |
| Capa do livro Glinda of Oz | 14 | Glinda of Oz                 | John R. Neill | 1920 | Reilly & Lee     |
| Capa do livro Glinda of Oz | Dorothy, Ozma e Glinda tentam parar a guerra no País de Gillikin. Este foi o último livro de Oz escrito por Baum,e públicado após seu falecimento. A maioria dos críticos concordam que este é o mais obscuro dos Livros de Oz, provavelmente devido aos problemas de saúde do autor. |                              |               |      |                  |

### PorRuth Plumly Thompson
O estilo de Thompson era diferente do estilo de Baum. Seus contos seguiam mais o estilo dos contos de fadas tradicionais. Ela geralmente incluía sempre um pequeno reino, um Príncipe ou Princesa que salva o reino e reconquista o trono ou salva Oz de invasões. Thompson escreveu 19 livros de Oz, cinco a mais que Baum.
| Por Ruth Plumly Thompson | |                                  |               |      |              |
| Capa | Ordem | Título                           | Ilustrador    | Ano  | Editora      |
| Capa do livro The Royal Book of Oz | 15 | The Royal Book of Oz             | John R. Neill | 1921 | Reilly & Lee |
| Capa do livro The Royal Book of Oz | O Espantalho parte em uma jornada para encontrar a árvore de sua família e descobre que é o Imperador das misteriosas Silver Islands subterrâneas. Quando Dorothy descobre que ele desapareceu, ela parte em sua busca, encontrando o Cavaleiro Sir Hokus of Pokes. Apesar de Baum aparecer como autor, foi escrito inteiramente por Thompson. |                                  |               |      |              |
| Capa do livro Kabumpo in Oz | 16 | Kabumpo in Oz                    | John R. Neill | 1922 | Reilly & Lee |
| Capa do livro Kabumpo in Oz | Durante a celebração do aniversário do Príncipe Pompadore de Pumperdink um pergaminho mágico é encontrado dentro de seu bolo alertando-o que se ele não se casar com a Princesa certa dentro de sete dias, todo seu reino desaparecerá. O Príncipe, junto com o velho e sábio Elefante Kabumpo, o Elefante Elegante, partem para a Cidade Esmeralda e no caminho encontram Peg Amy, uma boneca de madeira viva, e Wag, um coelho gigante. Ruggedo, o Rei Gnomo (Thompson "corrigiu" o nome dado por Baum, Rei Nomo) transforma-se em um gigante escavando túneis debaixo da Cidade Esmeralda. |                                  |               |      |              |
| | 17 | The Cowardly Lion of Oz          | John R. Neill | 1923 | Reilly & Lee |
| O Leão Covarde decide que a coragem que o Mágico lhe presenteou foi toda usada. E dizem a ele que a melhor maneira de tornar-se corajoso é comer um homem corajoso. Ele parte em uma jornada para fazer isto o mais rápido possível, uma vez que ele não gosta de ferir ninguém. | |                                  |               |      |              |
| | 18 | Grampa in Oz                     | John R. Neill | 1924 | Reilly & Lee |
| O Príncipe Tatters de Ragbag, e o Vovô (Grampa, no original), que era um soldado partiram para procurar a cabeça perdida do Rei Fumbo e uma fortuna para salvar o Reino. Ao mesmo tempo, em Perhaps City localizada nas Maybe Mountains a Princesa Pretty Good desaparece depois que o profeta Abrog tem uma visão dela casando-se com um monstro, a não ser que se case dentro de quatro dias. | |                                  |               |      |              |
| | 19 | The Lost King of Oz              | John R. Neill | 1925 | Reilly & Lee |
| Mombi (da Terra de Oz) é agora uma cozinheira na Terra de Kimbaloo, e um dia ela encontra-se com Pajuka, o antigo primeiro-ministro de Oz, o qual, muitos anos antes, ela havia transformado em um ganso. Ela parte em busca de Pastoria, o rei de Oz, que ela havia enfeitiçado anos antes. Ao mesmo tempo, Dorothy é acidentalmente transportada para Hollywood aonde ela conhece Humpy, um boneco vivo, que ela traz de volta à Oz.                                                              | |                                  |               |      |              |
| | 20 | The Hungry Tiger of Oz           | John R. Neill | 1926 | Reilly & Lee |
| O Tigre Faminto (primeiramente visto em Ozma of Oz) é transportado para Rash, o Reino Vermelho em Ev, aonde ele é feito guarda da prisão, e encontra Betsy Bobbin, Carter Green, o Homem Vegetal, e Scarlet Prince Reddy of Rash como prisioneiros. Eles fogem, e passam muitas aventuras no caminho de volta para Oz. | |                                  |               |      |              |
| | 21 | The Gnome King of Oz             | John R. Neill | 1927 | Reilly & Lee |
| Um garoto estado-unidense chamado Peter, encontra o caminho para a ilha de Ruggedo, o malvado Rei Nomo. Os dois escapam para Oz, a qual o Rei Nomo planeja conquistar. Ao mesmo tempo Scraps, a Patchwork Girl é sequestrada pelos Quilties e transformada na Rainha deles. | |                                  |               |      |              |
| | 22 | The Giant Horse of Oz            | John R. Neill | 1928 | Reilly & Lee |
| Há muito tempo, antes de Dorothy vir para Oz, a família real do País de Munchkin foi sequestrada pela bruxa Mombi e aprisionada nas misteriosas Ozure Islands. Quiberon, um monstro malvado criado por Mombi, os vigiava, mas agora ele queria uma moça. O Príncipe Philadore das Ozure Islands partiu para salvá-los, e conhece Tattypoo, a Bruxa Boa do Norte. (Não vista desde sua rápida aparição em Road of Oz).                                                                               | |                                  |               |      |              |
| | 23 | Jack Pumpkinhead of Oz           | John R. Neill | 1929 | Reilly & Lee |
| Peter (do The Gnome King of Oz) recordando-se de sua visita anterior à Terra de Oz, encontra-se no jardim do João Cabeça-de-Abóbora. Os dois partem juntos para a Cidade Esmeralda, mas pegam o caminho errado e chegam no País de Quadling, aonde eles vivem muitas aventuras. | |                                  |               |      |              |
| | 24 | The Yellow Knight of Oz          | John R. Neill | 1930 | Reilly & Lee |
| Sir Hokus of Pokes entediado com a vida na Cidade Esmeralda, parte com seu Camelo Comfortável em busca de aventuras. Ao mesmo tempo um garoto chamado Speedy parte para Oz em seu foguete feito em casa, e chega ao Reino de Subterranea. | |                                  |               |      |              |
| | 25 | Pirates in Oz                    | John R. Neill | 1931 | Reilly & Lee |
| Peter pela terceira vez retorna à Oz, desta vez com piratas no Oceano Nonestic (que circunda o continente de Oz). O velho Ruggedo, o Rei Nomo retornou. Ele havia sido atingido com uma pedra silenciosa no final do livro The Gnome King of Oz, e decide responder um anúncio que requisita um Rei para a Terra de Menankypoo. | |                                  |               |      |              |
| | 26 | The Purple Prince of Oz          | John R. Neill | 1932 | Reilly & Lee |
| Enquanto visitando o reino vizinho de Reino de Pumperdink, o Príncipe Randy das Montanhas Púrpuras critica as uvas do Rei, reclamando que elas estão amargas. Randy é condenado mas Kabumpo, o Elefante Elegante o salva, trazendo-o para ser seu ajudante. Depois, a família real desaparece e Randy e Kabumpo devem salvá-los. | |                                  |               |      |              |
| | 27 | Ojo in Oz                        | John R. Neill | 1933 | Reilly & Lee |
| Ojo (do The Patchwork Girl in Oz) é capturado por ciganos e foge com outro prisioneiro, Realbad, o líder de um grupo de bandidos. Juntos eles descobrem X-Pando, o Homem Flexível, libertam a Cidade de Cristal do Dragão Azul, visitam Unicorners, o lugar de onde os Unicórnios vêm, e visitam a Terra de Dicksey, bem como muitas outras terras estranhas. | |                                  |               |      |              |
| | 28 | Speedy in Oz                     | John R. Neill | 1934 | Reilly & Lee |
| Speedy (do The Yellow Knight of Oz) retorna para outra aventura. Enquanto inspecionando o esqueleto de um dinossauro, Speedy é lançado ao ar por um geyser. O esqueleto magicamente adquire vida e torna-se Terrybubble o dinossauro vivo (mas de ossos). Terrybubble e Speedy pousam em Umbrella Island, uma ilha mágica flututante, que foi capturada por um gigante. | |                                  |               |      |              |
| | 29 | The Wishing Horse of Oz          | John R. Neill | 1935 | Reilly & Lee |
| Este mistério de Oz se inicia em Skampavia aonde o Rei Skamperoo deseja um cavalo encantado que usa um colar de esmeralda. Quando Chalk, o Wishing Horse of Oz cai do céu, Skamperoo acredita que as esmeraldas são da Cidade Esmeralda, e decide conquistar Oz. | |                                  |               |      |              |
| | 30 | Captain Salt in Oz               | John R. Neill | 1936 | Reilly & Lee |
| O Capitão Sal (do Pirates in Oz) navega para o Oceano Nonestic e descobre a Ozamaland, uma terra legendária de animais alados, bem como a famosa Cidade Branca de Om e muitos outros lugares. | |                                  |               |      |              |
| | 31 | Handy Mandy in Oz                | John R. Neill | 1937 | Reilly & Lee |
| Mandy de Mt. Mern é uma Mernite, um povo com sete mãos. Um dia, enquanto tentava juntar suas cabras a rocha sobre a qual ela estava em pé explode no ar e a leva para Oz. Ela pousa em Keretaria no País de Munchkin e conhece Nox, o Boi Branco Real. Esta também é a última vez que Ruggedo,o Rei Nomo aparece. | |                                  |               |      |              |
| | 32 | The Silver Princess in Oz        | John R. Neill | 1938 | Reilly & Lee |
| O Rei Randy da Regalia parte em busca de aventuras com seu amigo, Kabumpo o Elefante Elegante e partem juntos para visitar Jinnicky, o Jinn Vermelho em Ev. Eles conhecem Planetty, a amável Princesa de Anuther Planet e Thun, sua Thundercolt que respira fogo e partem juntos para mais aventuras. | |                                  |               |      |              |
| | 33 | Ozoplaning with the Wizard of Oz | John R. Neill | 1939 | Reilly & Lee |
| O Mágico decide criar ozoviões para viajar com seus amigos para a estratosfera. o Mágico de Oz, Dorothy, o Leão Covarde e o Espantalho partem no ozovião, denominado Ozpril, e vão para as Montanhas Red Top. O outro grupo, o Homem de Lata, Jellia Jamb e o Soldado com a Barba Verde pegam o Oztober para a cidade de Stratovania. A frase "The Wizard of Oz" foi incluida no título para coincidir com o lançamento do filme da MGM The Wizard of Oz no mesmo ano em que o livro foi publicado. | |                                  |               |      |              |

### Por outros escritores
Quando Thompson aposentou-se em 1939, John R. Neill (longo tempo ilustrador dos livros de Oz) responsabilizou-se pela série e escreveu três livros dos "Famosos Quarenta". A visão que Neill tinha de Oz é mais intensa que a visão de Thompson ou Baum. Casas levantam-se e guerream, e tudo pode ter vida. Ele atribuiu cores para os céus de Oz, para as peles dos personagens e para regiões de Oz, azul para o País de Munchkin, vermelho para o País de Quadling, etc.
Jack Snow era um estudioso de Baum, e ofereceu-se a responsabilizar-se pela série com a idade de doze anos, quando Baum faleceu. Os livros de Snow não incluem personagens criados por Thompson ou Neill, apesar dele ter criado seus próprios personagens.
| Por John R. Neill |       |                          |                |      |              |
| Capa | Ordem | Título                   | Ilustrador     | Ano  | Editora      |
| | 34    | The Wonder City of Oz    | John R. Neill  | 1940 | Reilly & Lee |
| Jenny Jump captura um leprechaun e o força a transformá-la em uma fada, mas ele apenas faz a metade do trabalho antes de escapar. Jenny pula para Oz usando seus incompletos dons de fada. Ela organiza uma loja muito moderna com um mágico turnstyle que oferece a qualquer pessoa um alto estilo e desafia a Ozma para uma ozeleição para tornar-se a governadora da Terra de Oz. |       |                          |                |      |              |
| | 35    | The Scalawagons of Oz    | John R. Neill  | 1941 | Reilly & Lee |
| O Mágico criou Scalawagons, carros inteligentes que podem voar. Faz Tik-Tok superintendente da fábrica de Scalawagons, mas o homem mecânico perde sua força. Bell Snickle, uma criatura misteriosa, se aproveita da condição de Tik-Tok e enche os Scalawagons com "flabber-gas" e o Mágico quase perde todos seus Scalawagons.                                                      |       |                          |                |      |              |
| | 36    | Lucky Bucky in Oz        | John R. Neill  | 1942 | Reilly & Lee |
| Bucky está em um barco no porto de Nova Iorque quando a caldeira explode. É atirado no Oceano Nonestic onde ele conhece Davy Jones, uma baleia de madeira. Eles partem em uma viagem marítima para a Cidade Esmeralda, passando por muitas aventuras durante a jornada. |       |                          |                |      |              |
| Por Jack Snow |       |                          |                |      |              |
| | 37    | The Magical Mimics in Oz | Frank Kramer   | 1946 | Reilly & Lee |
| Ozma e Glinda vão encontrar-se com Lurline a Rainha Fada na Floresta de Burzee e deixam Dorothy responsável por Oz. Durante a ausência de Ozma, as malvadas Mimics escapam da prisão no Monte Illuso e usam sua mágica para adquirirem a forma de outros com a intenção de conquistar Oz.                                                                                            |       |                          |                |      |              |
| | 38    | The Shaggy Man of Oz     | Frank Kramer   | 1949 | Reilly & Lee |
| É descoberto que o magneto do amor, que pertencia ao Shaggy Man (do The Road to Oz) quebrou, e somente seu criador, o malvado Conjo pode consertá-lo. Enquanto isto, Twink e Tom são levados pela sua televisão para a Ilha de Conjo no Oceano Nonestic juntamento com o palhaço de madeira Twiffle. Logo o Shaggy Man chega e os salva de Conjo.                                    |       |                          |                |      |              |
| Por Rachel Cosgrove |       |                          |                |      |              |
| | 39    | The Hidden Valley of Oz  | Dirk Gringhuis | 1951 | Reilly & Lee |
| Jam, um garoto de Ohio constrói um cometa e o coloca em um canhão e parte para Oz com seus dois porcos, Pinny e Gig, e um rato de laboratório chamado Percy. Em Oz, Jam percebe que seus animais de estimação podem falar. Ele pousa no Vale Secreto, e torna-se um prisioneiro, mas eles escapam e passam por muitas aventuras com o Homem de Lata.                                 |       |                          |                |      |              |
| Por Eloise Jarvis McGraw e Lauren Lynn McGraw |       |                          |                |      |              |
| | 40    | Merry-Go-Round in Oz     | Dick Martin    | 1963 | Reilly & Lee |
| Robin Brown dos Estados Unidos dirige um cavalo mágico merry-go-round para Oz. Quando pousam, Robin Brown precisa ajudar a encontrar o perdido anel mágico de Halidom. |       |                          |                |      |              |

## Livros não incluídos no cânon de Oz - escritos por "historiadores reais"
Cada um dos "historiadores reais" escreveram livros relacionados a Oz, mas não considerados dentro do cânon. alguns são histórias curtas, alguns são trabalhos de referências.
| Outros trabalhos de Oz por "historiadores reais " |                                              |                                                 |               |           |                                 |
| Capa | Título                                       | Escritor                                        | Ilustrador    | Ano       | Editora                         |
| | Queer Visitors from the Marvelous Land of Oz | L. Frank Baum                                   | Walt McDougal | 1904–1905 | --                              |
| "Jornal" apresentando crônicas das aventuras do Homem de Lata, do Espantalho, de Woggle-Bug, do João Cabeça-de-Abóbora, do Cavalete e do Gump nos Estados Unidos. Originalmente usado para promover The Marvelous Land of Oz. Frequentemente publicado como livro com o título Visitors from Oz, The Visitors from Oz ou The Third Book of Oz.A edição de Hungry Tiger Press inclui The Woggle-Bug Book (veja abaixo) e é ilustrado por Eric Shanower. Pode ser lido aqui. |                                              |                                                 |               |           |                                 |
| | The Woggle-Bug Book                          | L. Frank Baum                                   | Ike Morgan    | 1905      | Reilly & Britton                |
| Outras aventuras do Woggle-Bug nos Estados Unidos depois que ele se separa dos outros. Este texto está incluído no The Visitors from Oz da Hungry Tiger Press. Pode ser lido aqui. |                                              |                                                 |               |           |                                 |
| | Little Wizard Stories of Oz                  | L. Frank Baum                                   | John R. Neill | 1913      | Reilly & Britton                |
| Seis histórias curtas sobre os personagens de Oz. Originalmente escrito para relançar a série em 1913. Pode ser lido aqui. |                                              |                                                 |               |           |                                 |
| | Yankee in Oz                                 | Ruth Plumly Thompson                            | Dick Martin   | 1972      | International Wizard of Oz Club |
| Tompy, um garoto baterista dos Estados Unidos e Yankee, um cachorro da Força Aérea conhecem o Jinn Vermelho de Ev e juntos derrotam um gigante malvado que ameaça os Estados Unidos e Oz. |                                              |                                                 |               |           |                                 |
| | The Enchated Island of Oz                    | Ruth Plumly Thompson                            | Dick Martin   | 1976      | International Wizard of Oz Club |
| David Perry e seu camelo falante Humpty Bumpty encontram-se em Kapurta, uma ilha encalhada no céu. David precisa fornecer a mágica para mover a ilha e visitar a Cidade Esmeralda a tempo da festa de aniversário do Leão Covarde. |                                              |                                                 |               |           |                                 |
| | The Runaway in Oz                            | John R. Neill                                   | Eric Shanower | 1995      | Books of Wonder                 |
| Escrito em 1943, para ser o 37° livro de OZ, Neill faleceu antes de ilustrar o livro, então a editora Reilly & Lee decidiu não publicá-lo devido a recessão causada pela II Guerra Mundial. O manuscrito permaneceu em posse da família Neill até que finalmente foi publicado em 1995. Eric Shanower editou e fez as ilustrações. |                                              |                                                 |               |           |                                 |
| | Who's Who in Oz                              | Jack Snow                                       | Vários        | 1954      | Reilly & Lee                    |
| Guia definitivo para os personagens de Oz. |                                              |                                                 |               |           |                                 |
| | The Forbidden Fountain of Oz                 | Por Eloise Jarvis McGraw e Lauren McGraw Wagner | Dick Martin   | 1980      | International Wizard of Oz Club |
| Ozma toma um gole da Fonte Proibida e esquece quem ela é, desaparecendo. |                                              |                                                 |               |           |                                 |
| | The Rundel Stone of Oz                       | Eloise Jarvis McGraw                            | Eric Shanower | 2001      | Hungry Tiger Press              |
| Pocotristi Sostenuto, um boneco vivo, deve encontrar a mágica Rundelstone para resgatar seus amigos do maldoso Slyddwynn, o Whitherd do Castelo Whitheraway. |                                              |                                                 |               |           |                                 |
| | The Wicked Witch of Oz                       | Rachel Cosgrove                                 | Eric Shanower | 1993      | International Wizard of Oz Club |
| Singra, A Bruxa Malvada do Sul desperta depois de dormir por cem anos e decide fazer toda a malvadeza que ela não fez todo este tempo. Dorothy e seus amigos devem tentar impedí-la a tento, para que ela não destrua a Cidade Das Esmeraldas. |                                              |                                                 |               |           |                                 |

Baum também escreveu peças de teatro  relacionadas à Oz: The Wonderful Wizard of Oz com música de Paul Tietjens e Nathaniel D. Mann; The Wizard of Oz (música de Tietjens e piadas por Glen MacDonough); The Woggle-Bug com música por Frederick Chapin; The Rainbow's Daughter ou The magnet of Love (de Fevereiro de 1909) com música de Manuel Klein, revisada em Abril de 1909 como Ozma of Oz, finalmente produzida, com música de Louis F. Gottschalk como Tik-Tok Man of Oz. Ainda em 1909, ele escreveu uma peça chamada The Girl from Oz. O manuscrito está nos arquivos da Universidade de Siracusa, e também é conhecido como The Girl from Tomorrow e foi adaptado para o rádio por Frank Joslyn Baum.

## Um novo "historiador real"
Em 2005, a Baum Family Trust escolheu o escritor Sherwood Smith para escrever quatro novas histórias de Oz. A primeira, The Emerald Wand of Oz foi publicada em 2005 e seguida por Trouble Under Oz em 2006.

## Oz alternativo
Abaixo estão listados alguns livros que contêm visões alternativas de Oz, e são usualmente considerados apócrifos. Porque existem centenas de livros não oficiais sobre Oz, a lista abaixo contém somente aqueles que são mais conhecidos, mais independentes ou comercialmente de maior sucesso.
| Oz Alternativo                                                             |                                              |           | |
| Título                                                                     | Escritor                                     | Ano       | Notas |
| A Barnstormer in Oz                                                        | Philip José Farmer                           | 1982      | |
| Was                                                                        | Geoff Ryman                                  | 1992      | |
| Wicked: The Life and Times of the Wicked Witch of the West (A Bruxa de Oz) | Gregory Maguire                              | 1995      | Publicado por ReganBooks/HarperCollins                                                                               |
| Son of a Witch (O Herdeiro de Oz)                                          | Gregory Maguire                              | 2005      | Publicado por ReganBooks                                                                                             |
| The Wizard of the Emerald City                                             | Alexander Volkov                             | 1939,1959 | Tradução original de Volkov (com algumas alterações) do The Wizard of Oz.                                            |
| Urfin Djus and His Wooden Soldiers                                         | Alexander Volkov                             | 1963      | O primeiro das "sequelas" de Volkov.                                                                                 |
| Seven Kings of the Underground                                             | Alexander Volkov                             | 1969      | |
| The Yellow Fog                                                             | Alexander Volkov                             | 1972      | |
| The Fire God of the Marrones                                               | Alexander Volkov                             | 1988      | |
| The Secret of the Forgotten Castle                                         | Alexander Volkov                             | 1989      | |
| Paradox in Oz                                                              | Edward Einhorn (ilustrado por Eric Shanower) | 2000      | publicado por Hungry Tiger Press                                                                                     |
| The Living House of Oz                                                     | Edward Einhorn (ilustrado por Eric Shanower) | 2005      | Publicado por Hungry Tiger Press                                                                                     |
| The Number of the Beast                                                    | Robert A. Heinlein                           | 1980      | |
| Wizard and Glass                                                           | Stephen King                                 | 1997      | Muito do livro é passado na Cidade Esmeralda.                                                                        |
| Return to Oz                                                               | Joan D. Vinge                                | 1985      | O livro é uma versão do filme Return to Oz, que é baseado no segundo e terceiro livros, The Land of Oz e Ozma of Oz. |